# Fritz-Dieter Rothacker
Fritz-Dieter Rothacker (* 26. August 1938 in Stuttgart; † 8. November 2001) war ein deutscher Grafiker. 

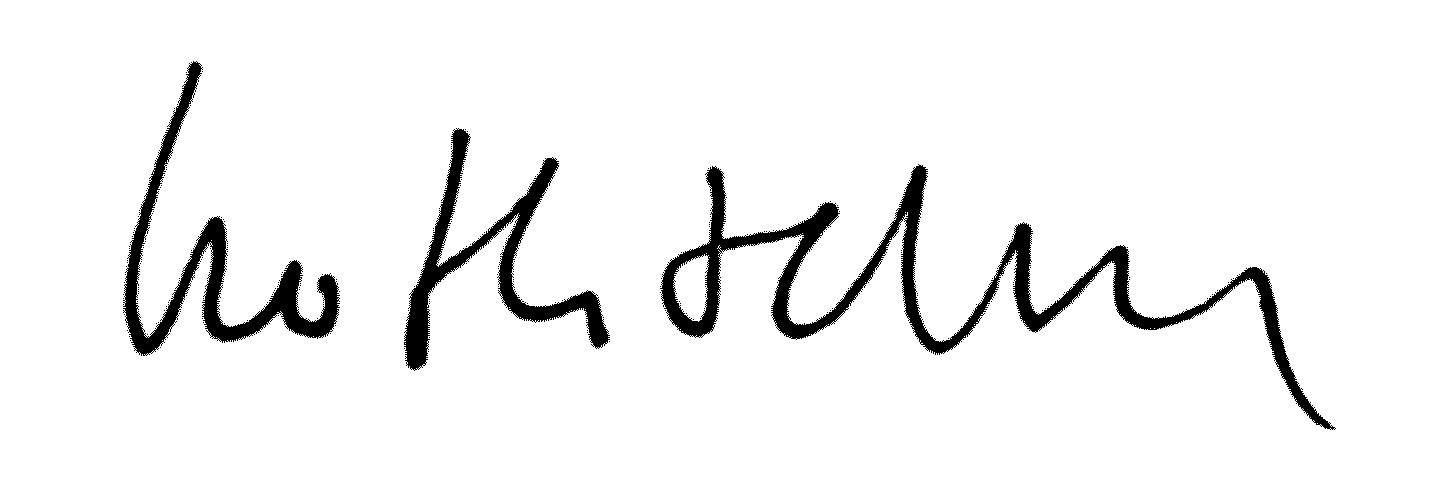
Unterschrift (F. D.) Rothacker

## Leben
Rothacker studierte von 1959 bis 1962 Grafikdesign an der Staatlichen Akademie der Bildenden Künste Stuttgart. Von 1968 bis 1978 betrieb er in Stuttgart eine eigene Werbeagentur mit Schwerpunkt für Investitionsgüter und Verkaufsförderung. Ab 1978 war er Professor an der Fachhochschule Augsburg, von 1984 bis 1987 Dekan.
Er entwarf die Sonderbriefmarke „200 Jahre Sing-Akademie zu Berlin“ der Deutschen Bundespost (1991) und die Serien „Für den Sport“ der Deutschen Post 1999 und 2001.
Rothacker starb 2001 im Alter von 63 Jahren und wurde auf dem Friedhof in Stuttgart-Feuerbach beigesetzt.